# Rhithrogena braaschi
Rhithrogena braaschi is een haft uit de familie Heptageniidae. De wetenschappelijke naam van de soort is voor het eerst geldig gepubliceerd in 1974 door Jacob.
De soort komt voor in het Palearctisch gebied.